# Таврійське (Херсонський район)
Таврійське — село в Україні, у Білозерській селищній громаді Херсонського району Херсонської області. Населення становить 566 осіб. Селом тече річка Вовча.

## Історія
Засноване на початку ХХ століття як хутір.
До 2016 року село носило назву Кірове.
12 червня 2020 року, відповідно до Розпорядження Кабінету Міністрів України № 726-р «Про визначення адміністративних центрів та затвердження територій територіальних громад Херсонської області», увійшло до складу Білозерської селищної громади.
19 липня 2020 року, в результаті адміністративно-територіальної реформи та ліквідації Білозерського району, село увійшло до складу Херсонського району.
24 лютого 2022 року село тимчасово окуповане російськими військами під час російсько-української війни.
11 червня 2022 року звільнене від російських окупантів.

## Населення
Згідно з переписом УРСР 1989 року чисельність наявного населення села становила 354 особи, з яких 163 чоловіки та 191 жінка.
За переписом населення України 2001 року в селі мешкали 566 осіб.

### Мовний склад
Рідна мова населення за даними перепису 2001 року:
| Мова       | Чисельність, осіб | Доля     |
| ---------- | ----------------- | -------- |
| Українська | 521               | 92,05 %  |
| Російська  | 28                | 4,95 %   |
| Молдовська | 8                 | 1,41 %   |
| Вірменська | 8                 | 1,41 %   |
| Інше       | 1                 | 0,18 %   |
| Разом      | 566               | 100,00 % |

## Відомі особи
В селі похований Малета Володимир Ілліч (1965—2015) — солдат Збройних сил України, учасник російсько-української війни.